# Petrove, Lenine
Petrove (în ucraineană Петрове) este un sat în comuna Semîsotka din raionul Lenine, Republica Autonomă Crimeea, Ucraina.

## Demografie
Componența lingvistică a localității Petrove
     Rusă (44,32%)
     Tătară crimeeană (38,64%)
     Ucraineană (13,64%)
     Belarusă (1,14%)
Conform recensământului din 2001, nu exista o limbă vorbită de majoritatea populației, aceasta fiind compusă din vorbitori de rusă (44,32%), tătară crimeeană (38,64%), ucraineană (13,64%) și belarusă (1,14%).